# Площадь Франца Кафки
Площадь Франца Кафки (чеш. Náměstí Franze Kafky) — небольшая площадь в центре Праги, находится в Старом городе в районе Прага 1.

## Описание
Площадь Франца Кафки имеет размеры приблизительно 25*25 метров. Она находится к северо-востоку от Староместской площади. Окружена улицами У Раднице, Платнержска, Капрова и Майселова.
С восточной стороны находится церковь Святого Николая в стиле барокко, в настоящее время церковь чехословацких гуситов, и вход на Староместскую площадь.
К церкви Святого Николая примыкает доходный дом мастерской Освальда Поливки (1859—1931), построенный в 1902—1903 годах по образцу бывшей прелатуры, стоявшей на этом месте. В доме также есть барочный портал оригинальной прелатуры, а на углу с улицей Майселова находится бюст Франца Кафки (работа Карла Хладика (1912—1967), напоминающий дом его рождения, который здесь стоял.
На юго-западе находится Новая ратуша.

## История
Площадь Франца Кафки является одной из самых молодых в Праге. Она была основана в 2000 году на участке не очень широкой улицы У Раднице, где когда-то стоял дом, в котором родился Франц Кафка.